# کوریل
کورِیل (انگلیسی: Korail) یا شرکت راه‌آهن کره شرکت ملی راه‌آهن در کشور کره جنوبی است.
این شرکت که نهاد اداره کننده و نگه‌داری تمامی خطوط راه‌آهن و متروهای شهری و بین شهری در کره جنوبی است در سال ۱۹۶۳ تأسیس و مقر آن در شهر دائجون است. هم‌اکنون این شرکت دارای ۶۵۲ ایستگاه و ۳٬۵۵۸٫۹ کیلومتر خط راه‌آهن می‌باشد.

## نگارخانه

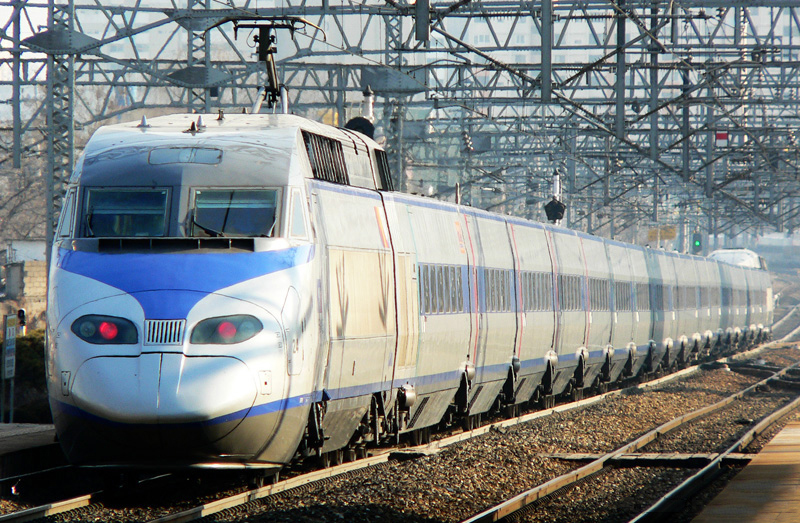
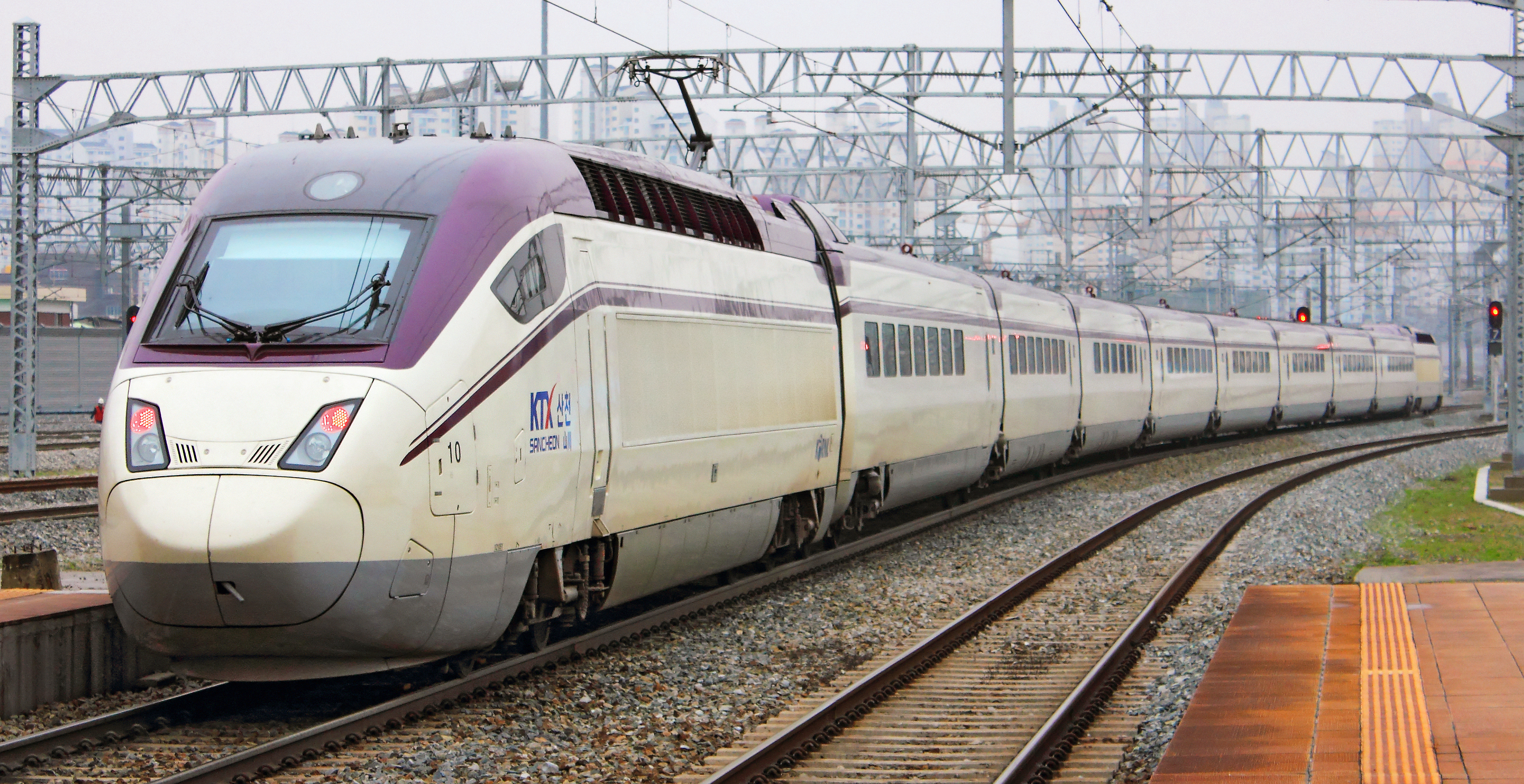
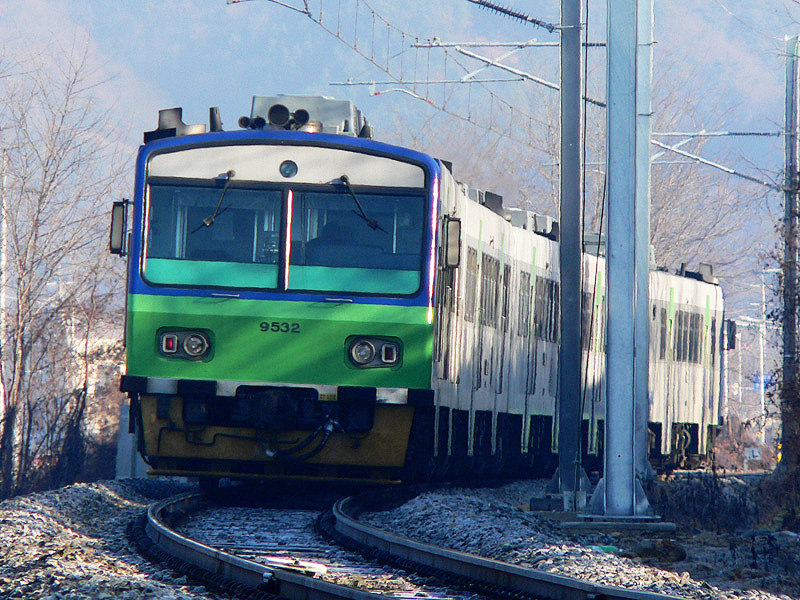
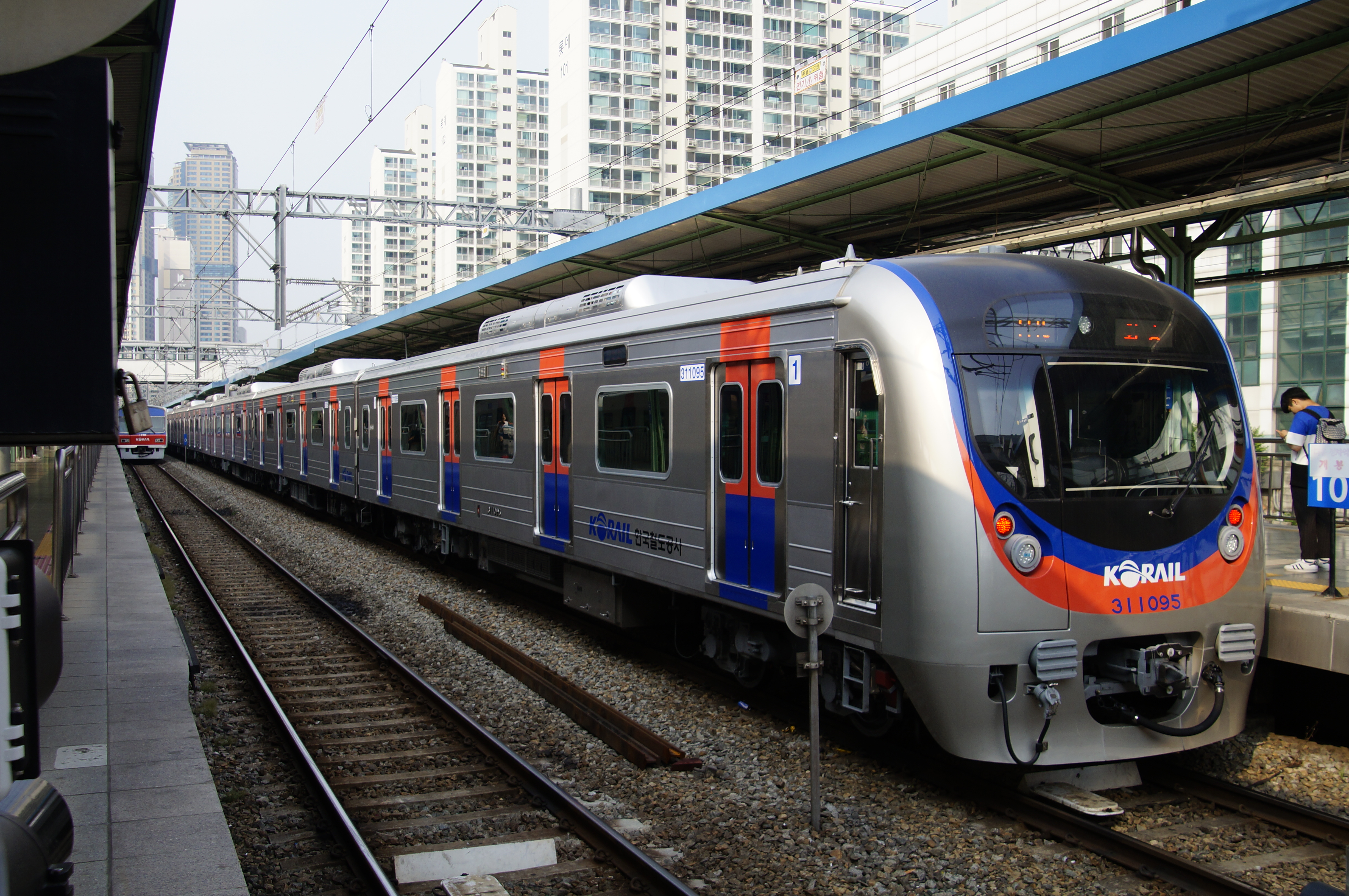
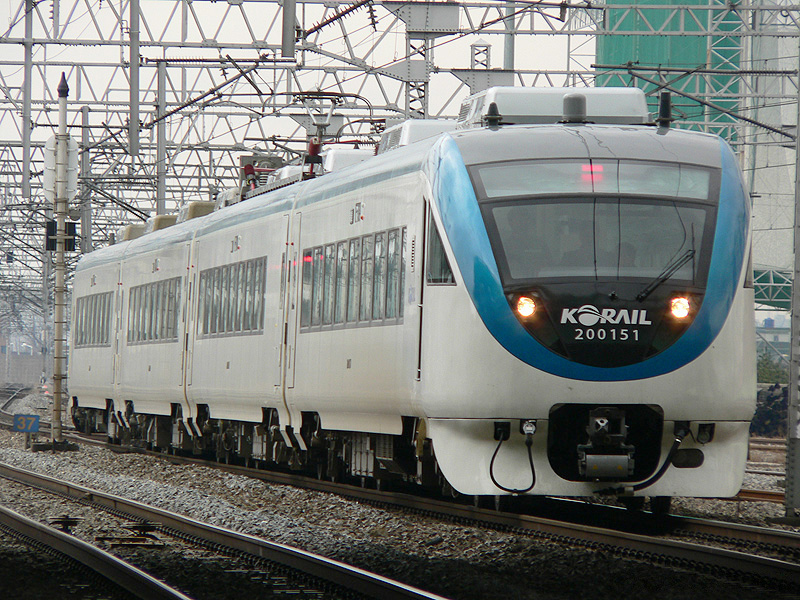
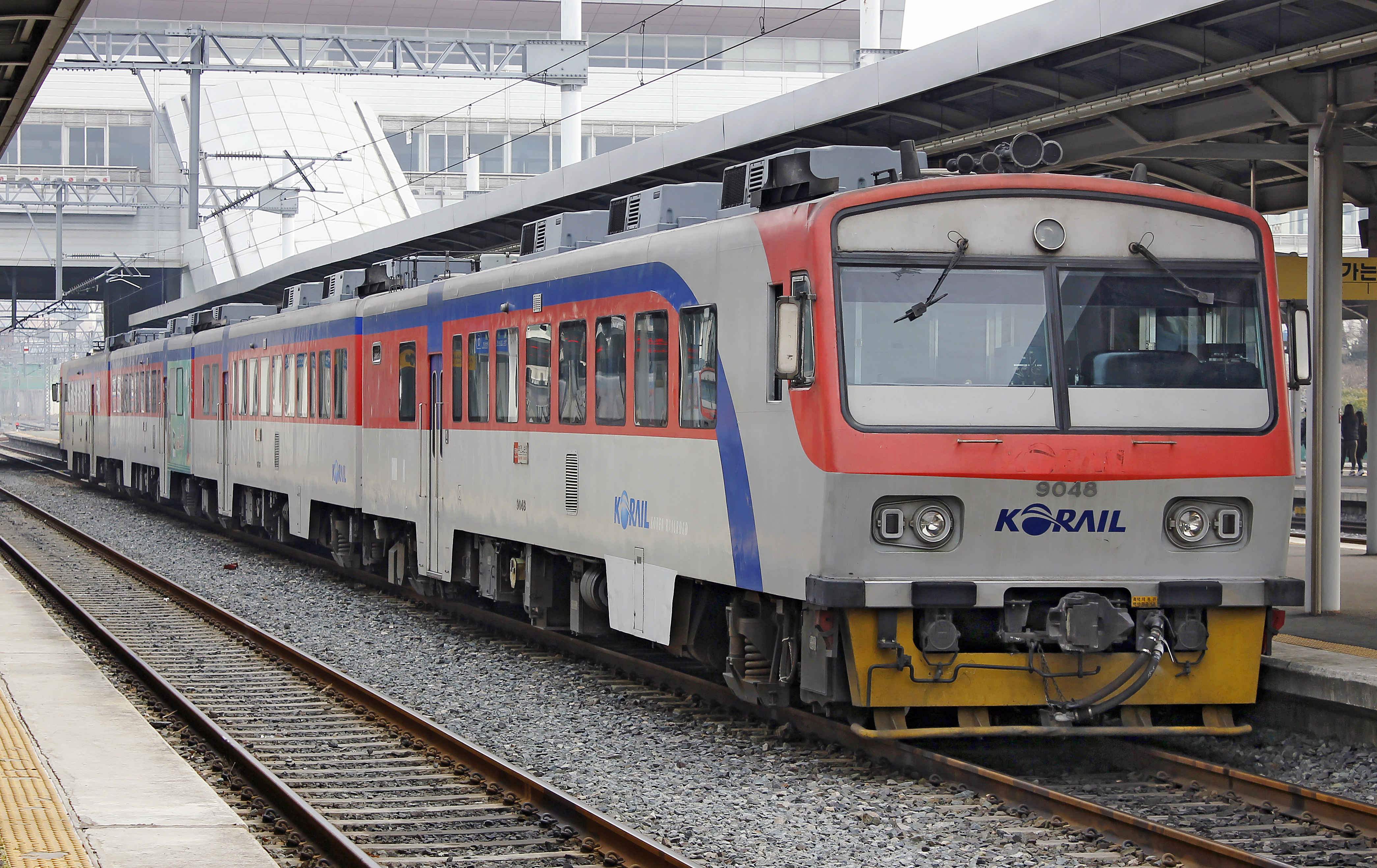
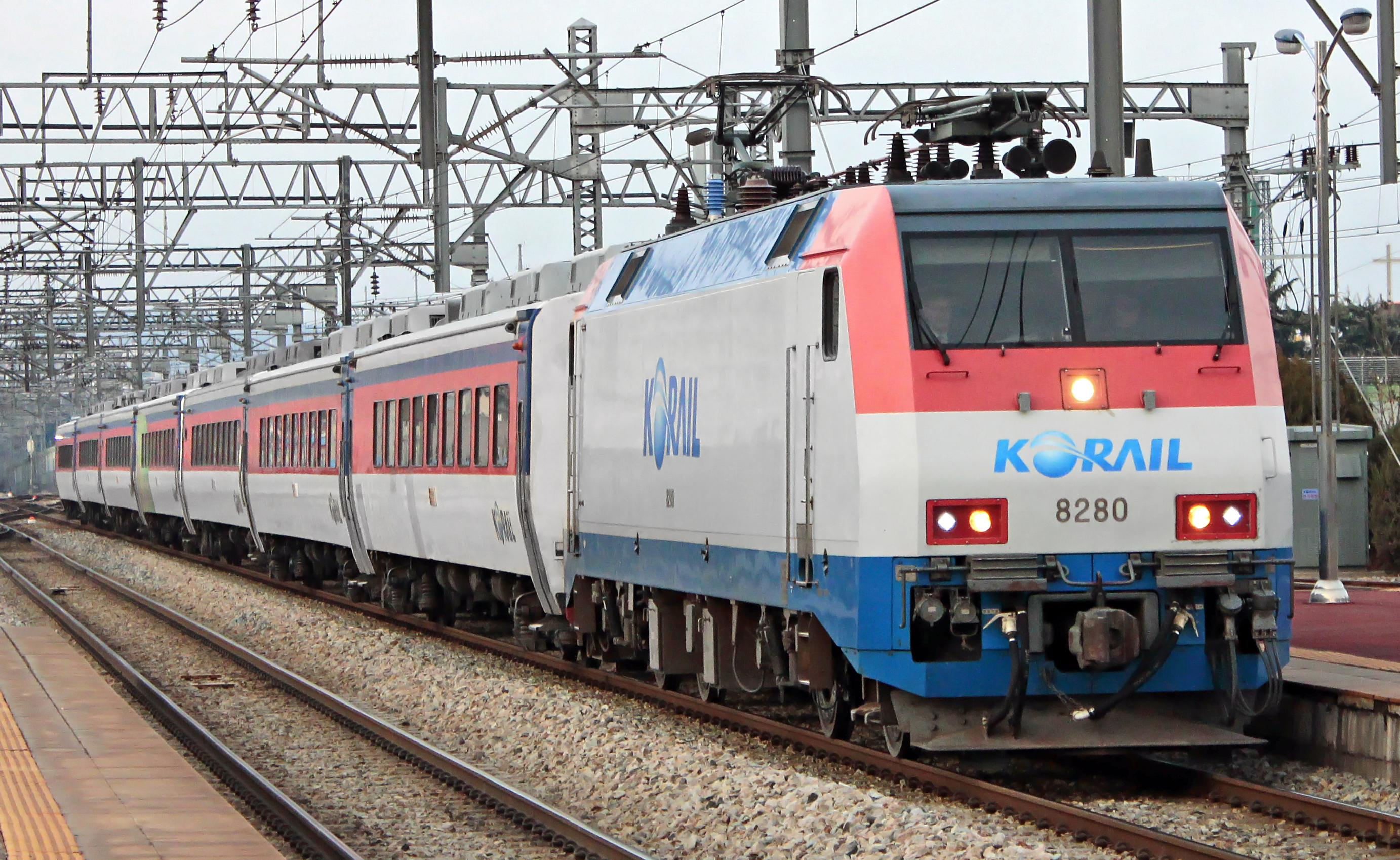
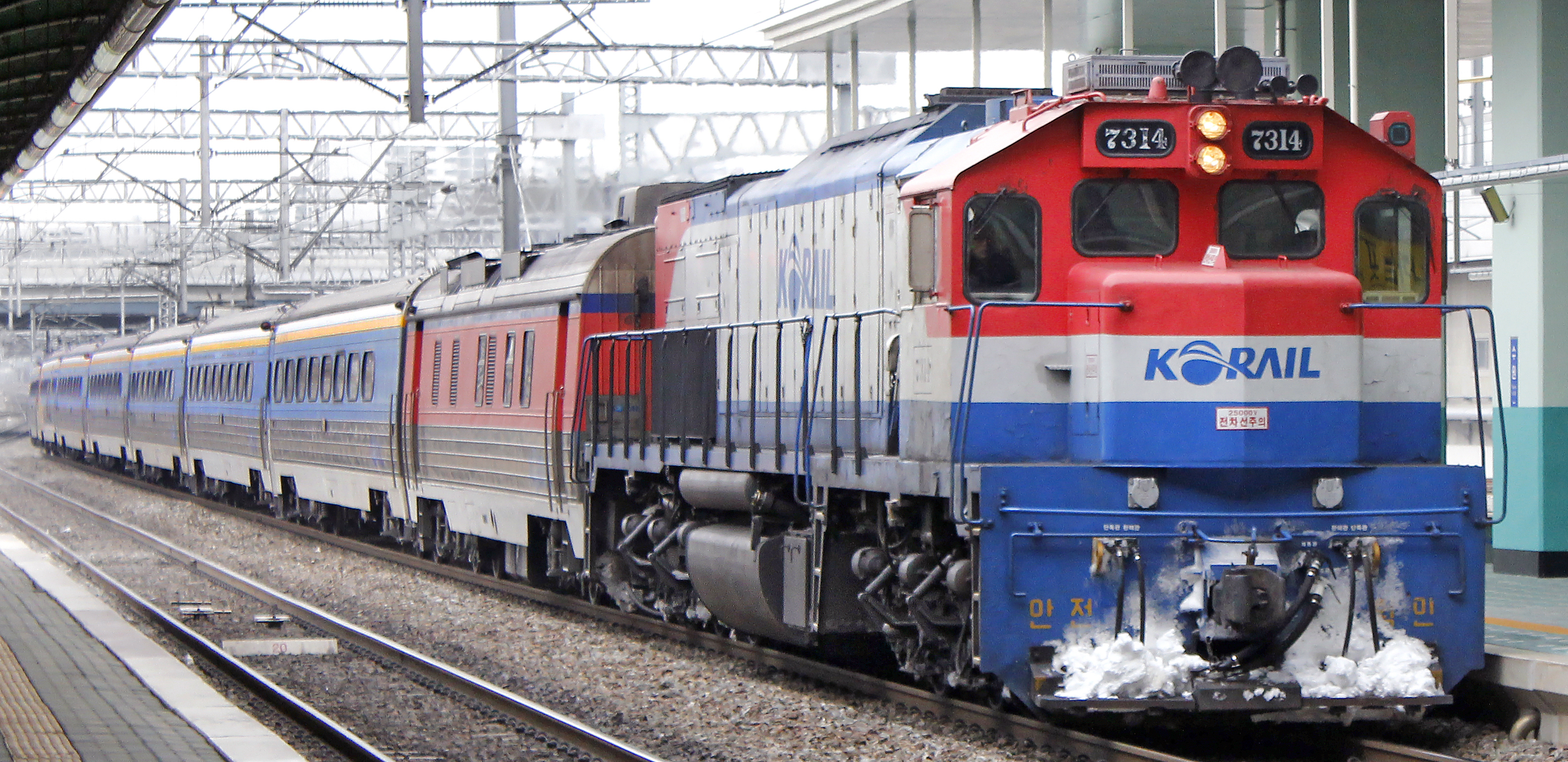
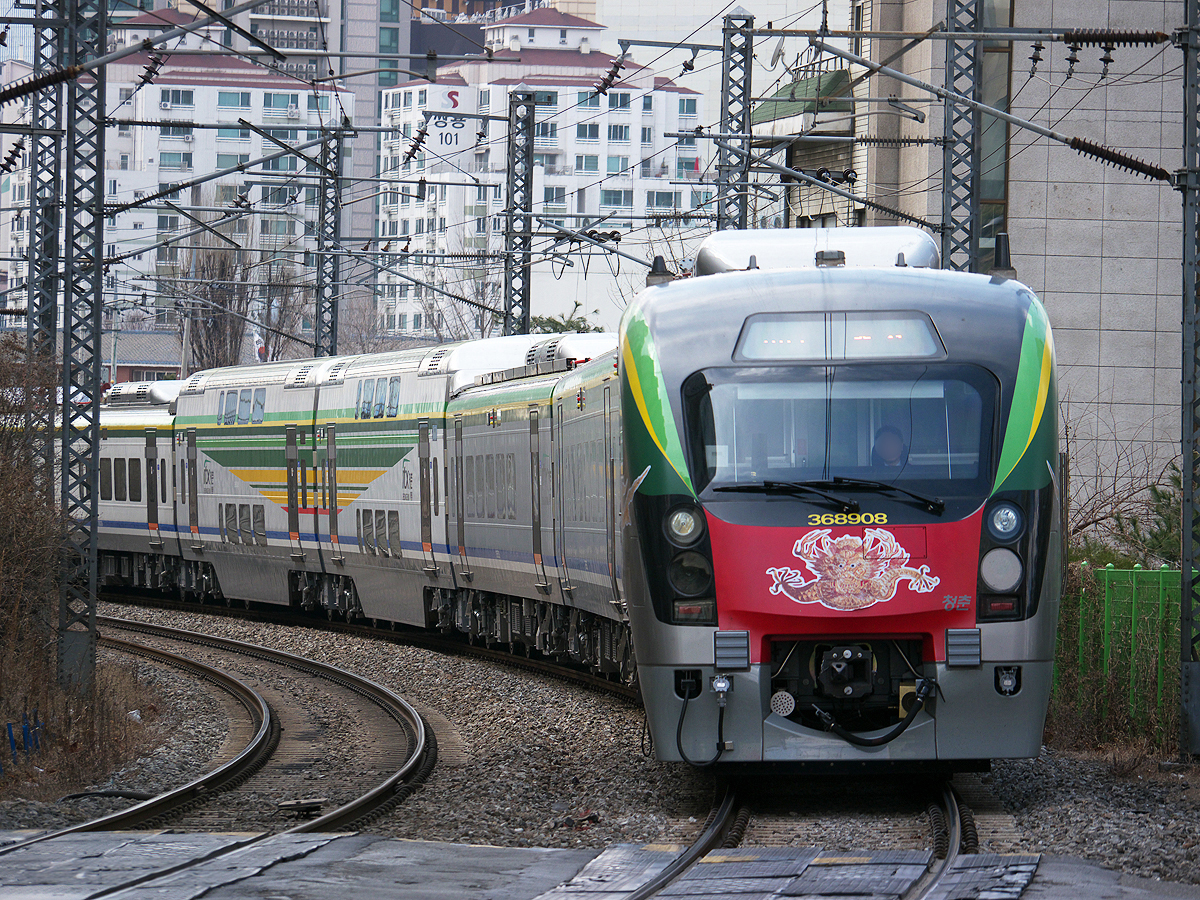
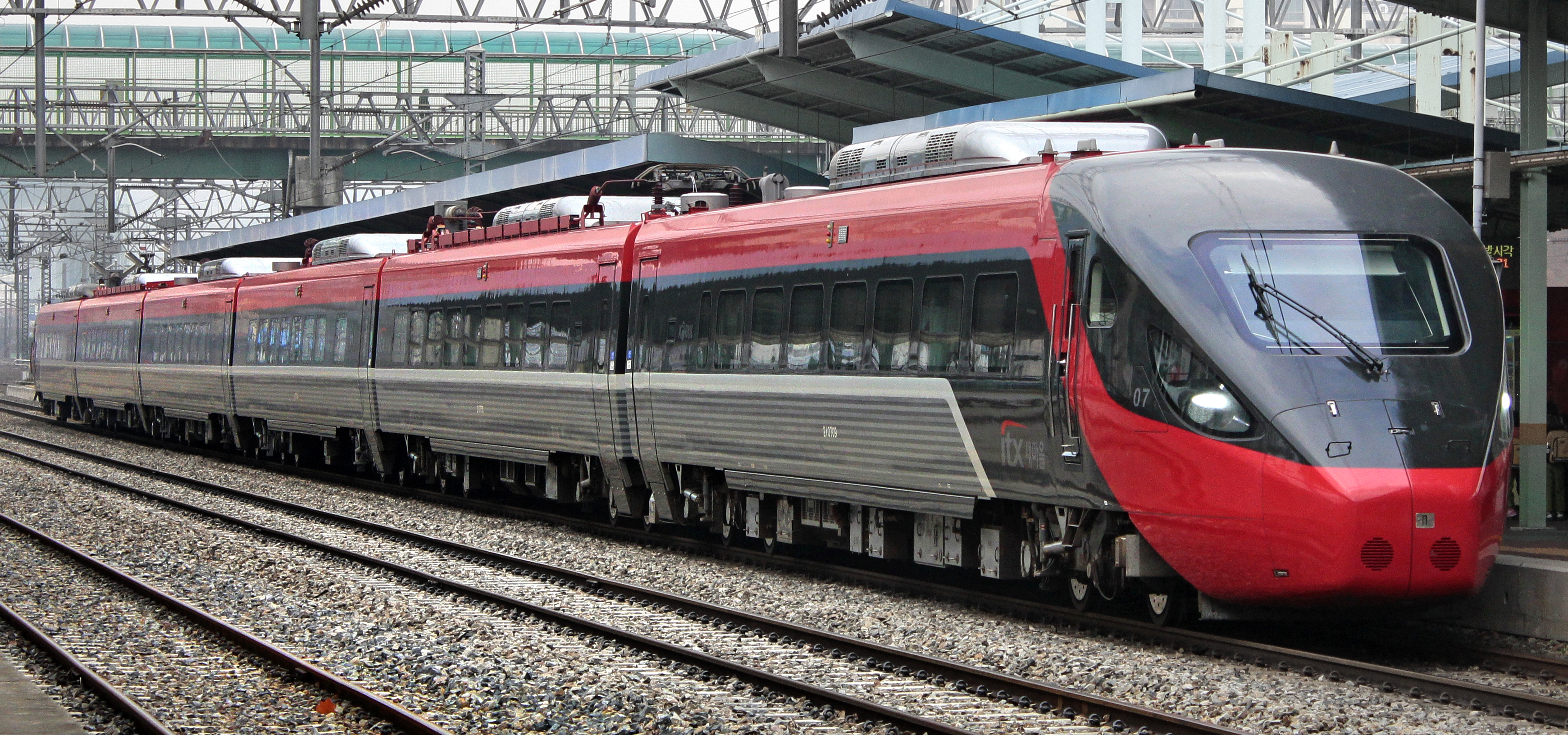
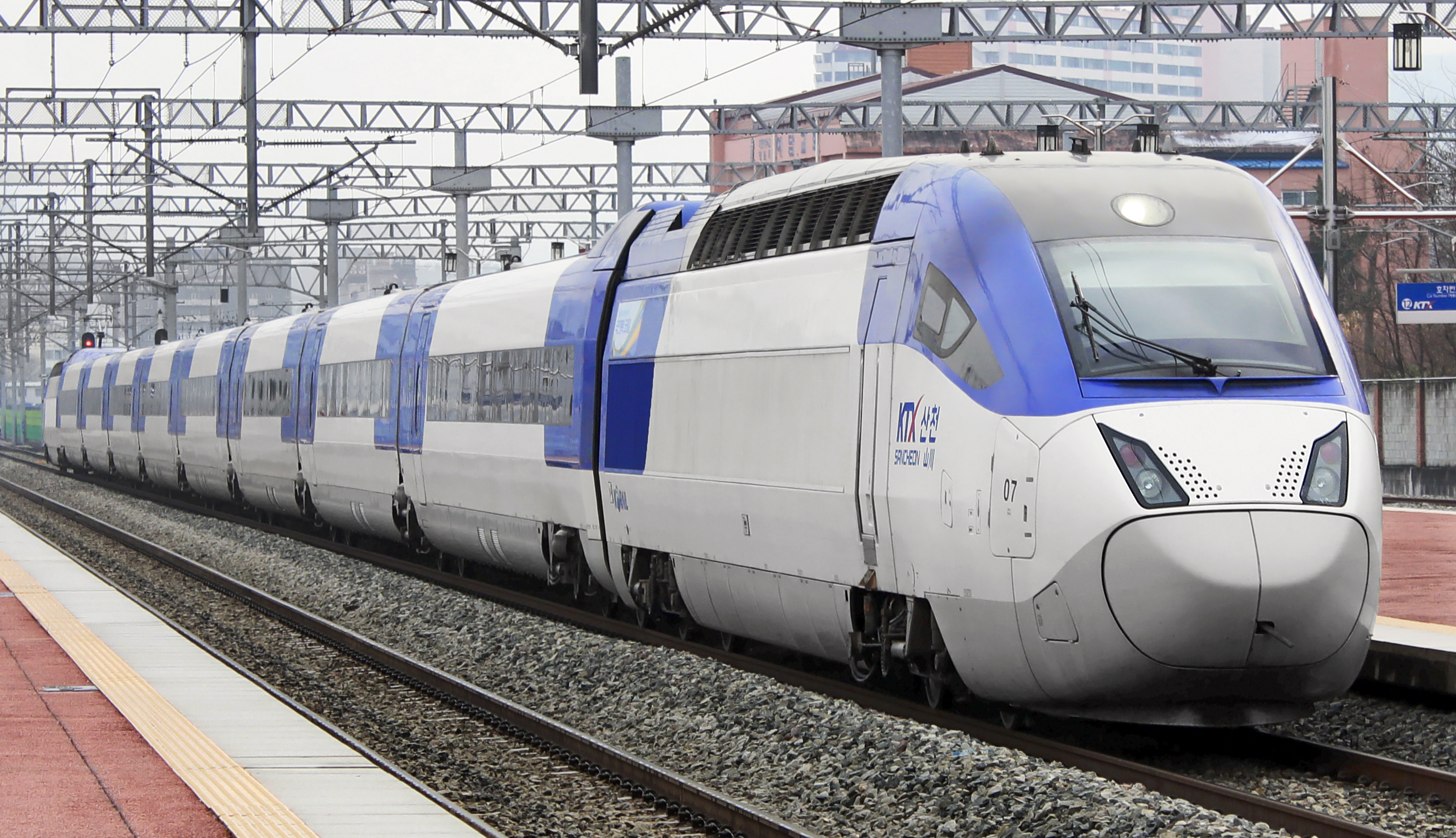